# 徐州生物工程职业技术学院
徐州生物工程职业技术学院，是一所位于徐州的高等学校，2012年经江苏省人民政府批准和中华人民共和国教育部备案，揭牌成立。
它的前身为1956年成立的江苏省徐州农业学校。1958年，改为徐州农业专科学校。1975年，为徐州地区五·七农业大学。1979年，恢复江苏省徐州农业学校。2002年，其更名为江苏省徐州生物工程学校；2012年正式升格。学校设有农林工程系、动物工程系、生物工程系、信息工程系、机械工程系、电气工程系、基础部等6系1部。